# Donacaula uxorialis
Donacaula uxorialis là một loài bướm đêm trong họ Crambidae.